# Nikolai Meshcheryakov

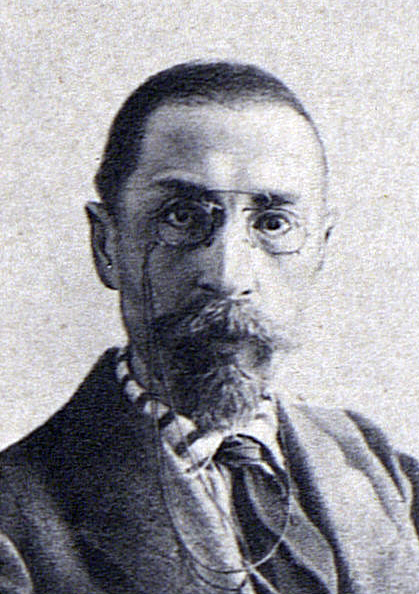
Imagem de Nikolai Meshcheryakov.

Nikolai Leonidovich Meshcheryakov (em russo:  Николай Леонидович Мещеряков; 1865-1942) foi o chefe da Casa de Publicidade do Estado na Rússia, nos anos 1920.
A carreira política de Nikolai Meshcheryakov começou na Naródnaia vólia, onde ele aprendeu técnicas conspiratórias antes de se alinhar à Social Democracia Russa. Nikolai era um velho amigo de Nadya Krupskaya da Sunday School e introduziu ela à social democracia, passando-lhe o seu conhecimento de trabalho ilegal. Ele gastou um tempo no exílio em Liège, Bélgica.
Em 1924, juntou-se ao Otto Schmidt no grupo de elaboração do esboço da Grande Enciclopédia Soviética.